# ملعب هايمارك
ملعب هيغمارك (بالإنجليزية: Highmark Stadium)‏ هو ملعب كرة قدم موجود في مدينة بيتسبورغ في ولاية بنسلفانيا يتسع الملعب ل 5,000 (متفرج) و يستعمل من طرف فريق بيتسبورغ ريفرهوندز

## معرض صور

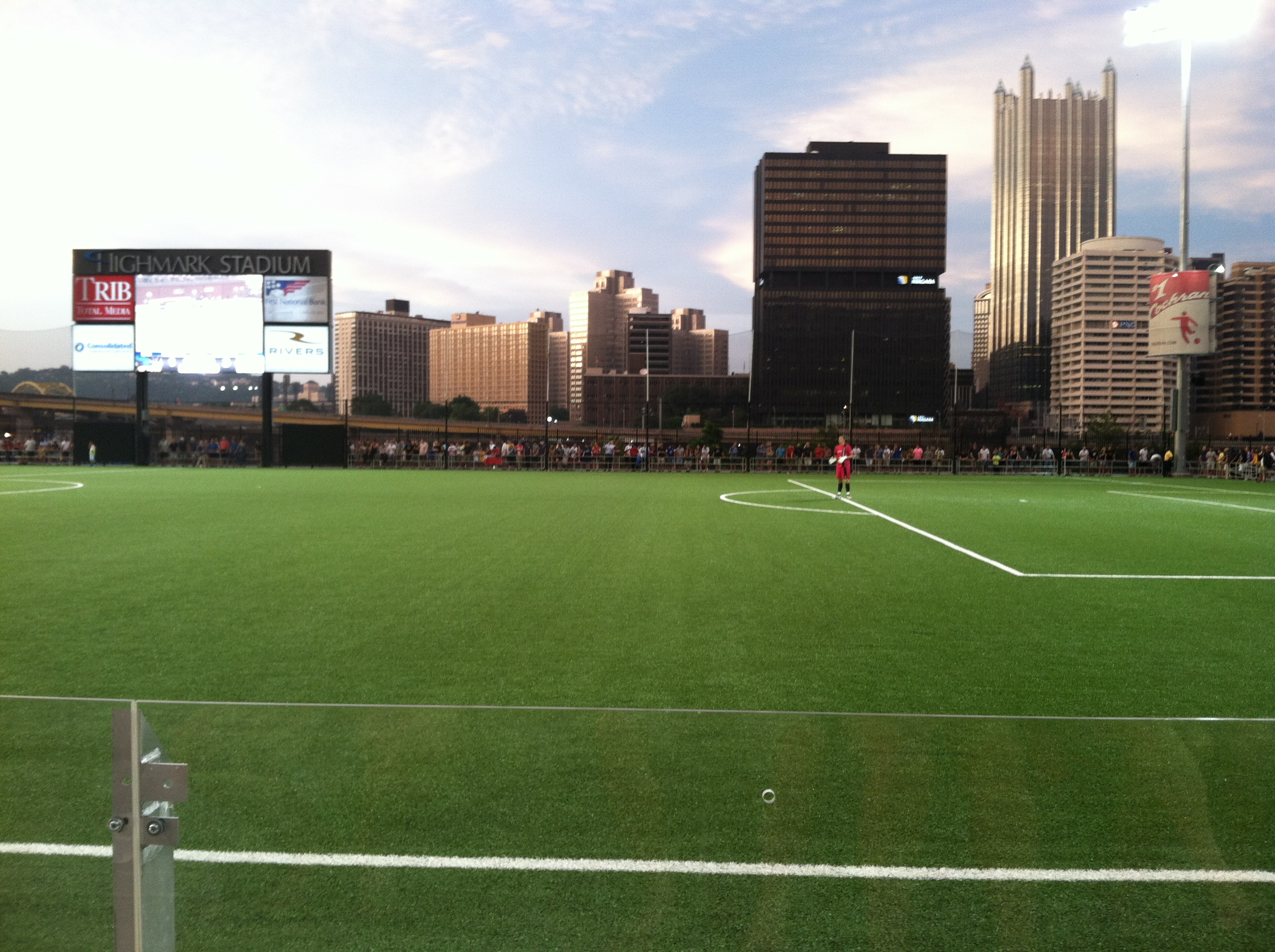
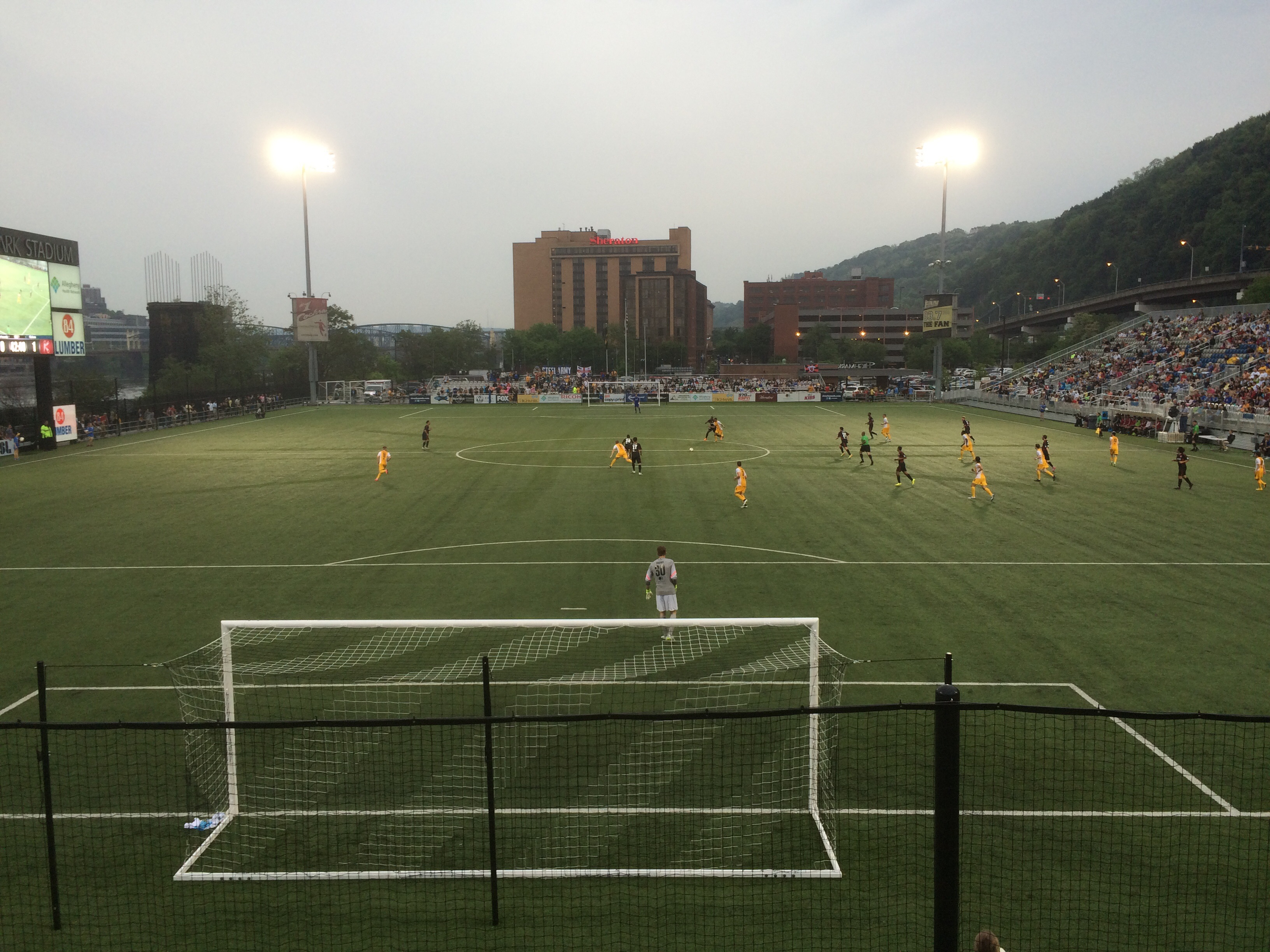
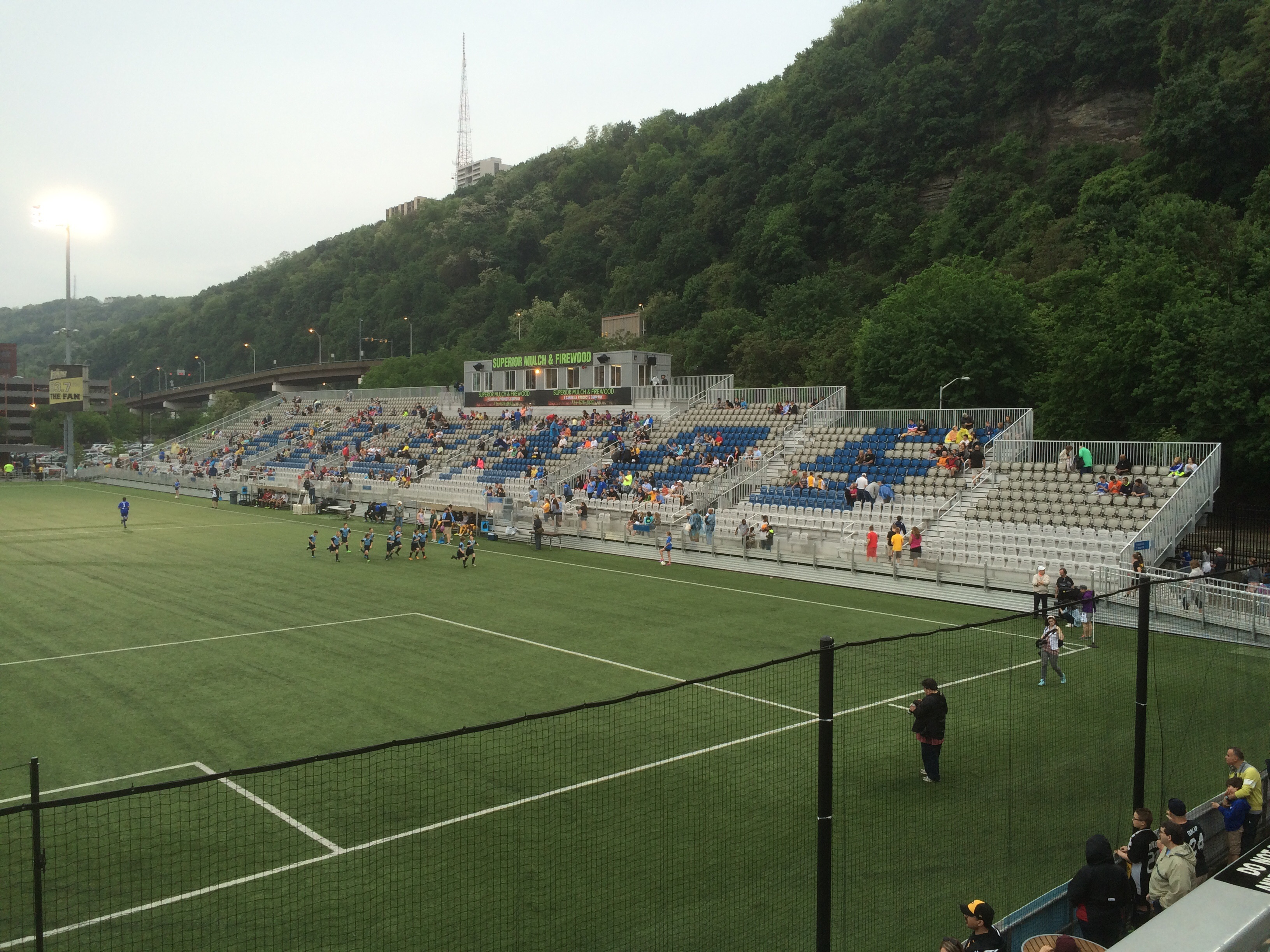